# Абрамзон, Саул Менделевич
Сау́л Ме́нделевич (Матве́евич) Абрамзо́н (5 июля 1905, Дмитровск, Орловская губерния — 1 сентября 1977, Ленинград) — советский этнограф, тюрколог, доктор исторических наук (1969).

## Биография
Родился в многодетной семье часового мастера Менделя Абрамовича Абрамзона (?—1916) и Раисы Григорьевны Файн.
В 1916 году поступил в мужскую гимназию в городе Карачеве Орловской губернии, но в связи со смертью отца вынужден был вернуться в родной город и поступить в высшее начальное училище, переименованное после революции в советскую школу второй ступени. После окончания этой школы в 1922 году Абрамзон поступил в Ленинградский сельскохозяйственный институт, из которого в 1924 году перевелся на этнографический факультет Географического института. Когда в 1926 году Абрамзон заканчивал учёбу, это был уже Ленинградский государственный университет. В университете он обучался у А. Н. Самойловича и С. Е. Малова.
В 1926 году был приглашен для работы в Киргизской научной комиссии, созданной с целью сбора материалов по истории и этнографии киргизов, а также коллекции для организуемого в республике краеведческого музея. Был учёным хранителем Государственного музея, директором Института краеведения при Наркомпросе Киргизской АССР (ныне — Кыргызская Республика, Киргизия); исследовал эпос «Манас». C 1931 года жил в Ленинграде, работал в секторе этнографии народов Средней Азии, Казахстана и Кавказа Института этнографии им. Н. Н. Миклухо-Маклая АН СССР.
31 августа 1943 года на заседании Ученого совета исторического факультета Среднеазиатского государственного университета Абрамзон защитил кандидатскую диссертацию «Очерк культуры киргизского народа».
В постсоветское время его труды были опубликованы и в переводе на киргизский язык.

## Семья
- Первая жена — Викторина Петровна Козлова, юрист (работала районным судьёй, позже прокурором). 
  - Дочь — Эльза Сауловна Козлова-Абрамзон (род. 1934), журналистка, сотрудница газеты «Коммунист Таджикистана»[2]. Внук — Александр Баргман, актёр, режиссёр и телеведущий[3][4].
  - Приёмная дочь (от предыдущего брака жены с доктором экономических наук, профессором Самуилом Абрамовичем Супоницким) — Викторина Самуиловна Супоницкая.

## Основные работы
- Краеведческая работа в Киргизии // Изв. ЦБК. — 1929. — № 9.
- Очерк культуры киргизского народа. — Фрунзе, 1946.
- Формы родоплеменной организации у кочевников Средней Азии // Родовое общество (этнографические материалы и исследования) / ТИЭ. — 1951. — Т. 14.
- К вопросу о патриархальной семье у кочевников Средней Азии // КСИЭ. — 1958. — Вып. 28.
- Этнический состав киргизского населения Северной Киргизии // Труды Киргизской археолого-этнографической экспедиции. — Л., 1960. — Т. 4
- Киргизы // Народы Средней Азии и Казахстана. М., 1963. Т. 2;
- Казахи // Народы Восточной Азии. М.; Л., 1965;
- Киргизы и их этногенетические и историко-культурные связи. — Л., 1971 (переизд. Фрунзе, 1990).
- Формы семьи у дотюркских и тюркских племен Южной Сибири, Семиречья и Тянь-Шаня в древности и средневековье // Тюркологический сборник 1972 г. — М., 1973. — С. 300—304.
- (соавт. Потапов Л. П.) Народная этногония как один из источников для изучения этнической и социальной истории (на материале тюркоязычных кочевников) // СЭ. — 1975. — № 6.
- О некоторых терминах родства в тюркских языках // Turcologica (к 70-летию академика А. Н. Кононова). — Л., 1976.
- Абрамзон С. М. Кыргыз жана Кыргызстан тарыхы боюнча тандалма эмгектер / Котор. С. Мамбеталиев, Д.Сулайманкулов, С.Макенов. — Б.: «Кыргызстан—Сорос» фонду, 1999. — 896 6. — ISBN 9967-11-042-2. — Перевод трудов С. М. Абрамзона на кыргызский язык.

## Награды
- Орден «Знак Почёта» (1956).